# Shep Fields

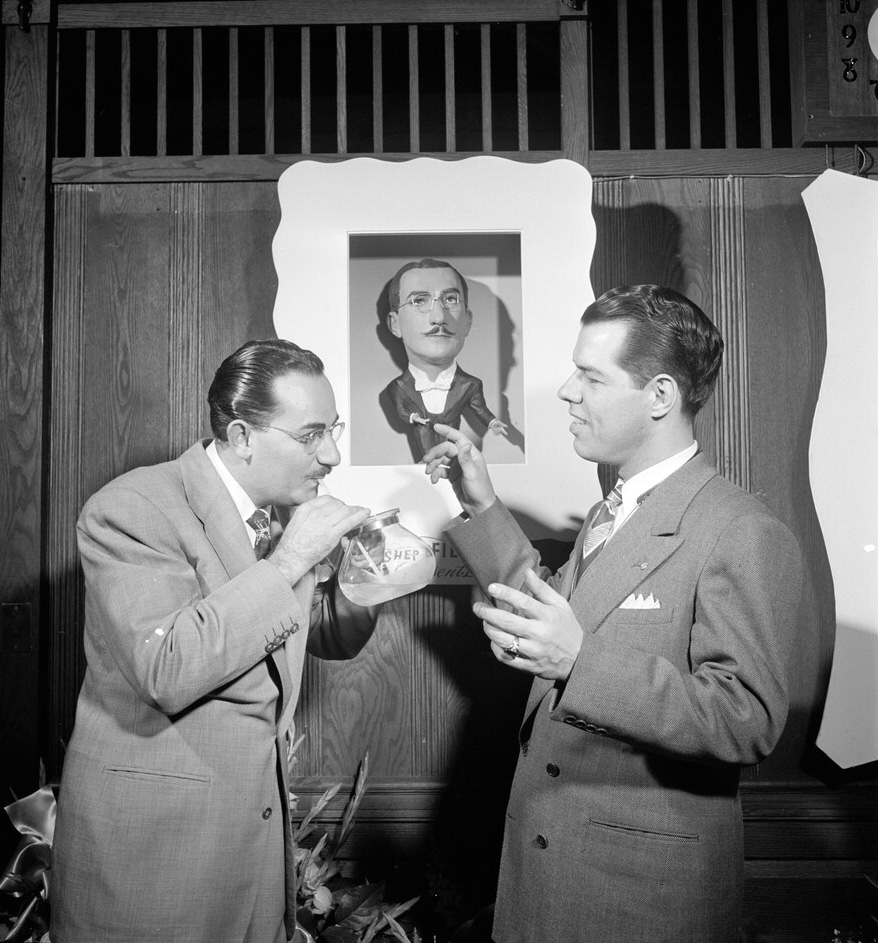
Shep Fields (links) und Tex Beneke, Glen Island Casino, New York, Mai 1947.
Fotografie von William P. Gottlieb.

Shep Fields (* 12. September 1910 in Brooklyn, New York; † 23. Februar 1981 in Los Angeles) war ein US-amerikanischer Klarinettist, Saxophonist und Orchesterleiter im Bereich des Swing und der Populären Musik.

## Leben und Wirken
Fields stammt aus dem New Yorker Stadtteil Brooklyn. Er spielte in Collegebands Klarinette und Tenorsaxophon. Um 1933 leitete er eine Tanzband, die ein Engagement im Grossinger's Catskill Resort Hotelhatte; 1936 spielte er mit seiner Bigband im Chicagoer Palmer House; das Konzert wurde im Radio übertragen. Markenzeichen seiner Shows wurde das blubbernde Geräusch, das entsteht, wenn man mit einem Strohhalm in Limonade bläst; schließlich wurde bei einem öffentlichen Wettbewerb der Name für die Fields-Band gefunden, die den Ausdruck „rippling“ enthielt, sein Orchester hieß fortan Shep Fields and His Rippling Rhythm.
Im Jahr 1936 erhielt er einen Plattenkontrakt beim Label Bluebird; Hits wie „Cathedral in the Pines“, „Did I Remember?“, „Thanks for the Memory“, „Plenty of Money and You“ wurden veröffentlicht. 1937 startete Fields eine Radioshow namens The Rippling Rhythm Revue mit Bob Hope als Ansager; 1938 folgte ein Gastspiel im Biltmore Hotel in Los Angeles und sein Auftritt im Spielfilm The Big Broadcast of 1938. Mitglieder seines Orchesters waren u. a. Jack Jenney, der Sänger und spätere Bandleader Hal Derwin, der Akkordeonist/Komponist John Serry senior und der Saxophonist und spätere Schauspieler Sid Caesar. Der damalige Höhepunkt seiner Karriere war sein Auftritt als Orchesterleiter bei der Oscar-Verleihung für den Film The Big Broadcast of 1938 mit W. C. Fields und Bob Hope im Jahr 1939.
Fields’ Orchester war eine damals übliche Sweet Band, die Tanzmusik für Ballsäle spielte. 1942 veränderte Fields jedoch den Klangcharakter des Orchesters, schaffte die Bezeichnung „Rippling Rhythm“ ab und arbeitete fortan mit einer reinen Holzbläser-Section ohne die sonst üblichen Blechbläser. Dieser Formation, Shep Fields and His New Music mit dem Bandvokalisten und späteren Schauspieler Ken Curtis, war jedoch mit dem ungewohnten Klarinetten- und Flötenklang wenig Erfolg vergönnt. Fields kehrte 1947 zu seiner Rippling Rhythm-Besetzung zurück, die dann im Glen Island Casino in New Rochelle und 1948 im Ice Terrace Room des Hotels New Yorker spielte; beide Auftritte wurden vom Radio übertragen.
1953 löste er die Bigband endgültig auf und zog nach Houston, Texas, wo er als Discjockey arbeitete und noch gelegentlich mit einer Band im Shamrock Hotel auftrat. 1963 gründete er mit seinem Bruder in Los Angeles die Talentagentur Creative Artists. 1977 nahm er noch einmal für Reader’s Digest mit einem Orchester auf. Er starb dort siebzigjährig; Fields’ Grab befindet sich auf dem Mount Hebron Cemetery in New York.

## Diskographische Hinweise

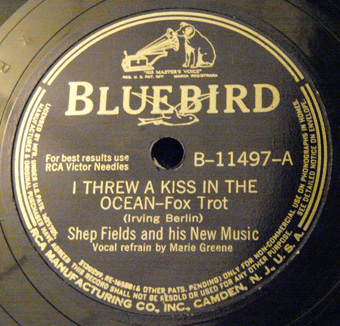
Shep Fields-78er von Bluebird: „I Threw a Kiss in the Ocean“

- Shep Fields and His Rippling Rhythm, 1940, Volumes 1 and 2 (Hindsight)
- Shep Fields and His Rippling Rhythm (CCM, 1947)

## Filmografie
- You Came To My Rescue (1937) – Regisseur: Dave Fleischer
- The Big Broadcast of 1938 (1938) – Regisseur Mitchell Leisen, mit W. C. Fields, Martha Raye, Dorothy Lamour und Bob Hope
- Kreisler Bandstand (1951) – TV-Serie (Regisseur: Perry Lafferty)